# Unite Procurement
Die Unite Procurement Deutschland AG (ehemals Mercateo Deutschland AG) betreibt eine offene B2B-Handelsplattform im Internet. Sie bietet gewerblichen Kunden die Möglichkeit, gleichzeitig die Kataloge von vielen Lieferanten nach Produkten zu durchsuchen. Nach eigenen Angaben werden über 23 Millionen Artikel im Sortiment angeboten. Das Angebot umfasst Büromaterial bis hin zu Labor- und IT-Bedarf, Lager- und Betriebsausstattungen.

## Entwicklung
1999 wurde die Mercateo AG von den drei ehemaligen McKinsey-Beratern Dirk Markus, Harald Fett und Sebastian Wieser in München gegründet. Im Jahr 2000 beteiligte sich E.ON Energie AG an Mercateo und setzte Peter Ledermann als Vorstand ein. Die Geschäftsfelder der Aktiengesellschaft erstreckten sich über die Handelsplattform im Internet hinaus auf das IT-Projektgeschäft und e-solutions. Mit dem Ausstieg von E.ON erfolgte 2003 der Management-Buy-out durch Sebastian Wieser und Peter Ledermann. Ab sofort konzentrierte sich Mercateo ausschließlich auf das Handelsmodell. 2004 wurde die Mercateo Services GmbH in Köthen (Anhalt) als 100-prozentige Tochter der Mercateo Beteiligungsholding AG gegründet. Sie übernimmt das operative Geschäft des Online-Händlers. 2011 wurden Internetseiten in den Niederlanden, Frankreich, Italien und Spanien etabliert.
Ende September 2018 wurde das Handelsgeschäft der Mercateo AG in die neue Mercateo Deutschland AG ausgegliedert und die ursprüngliche AG in Unite Network SE umfirmiert, worunter nur noch die „Vernetzungsplattform“ Mercateo Unite betrieben wird.

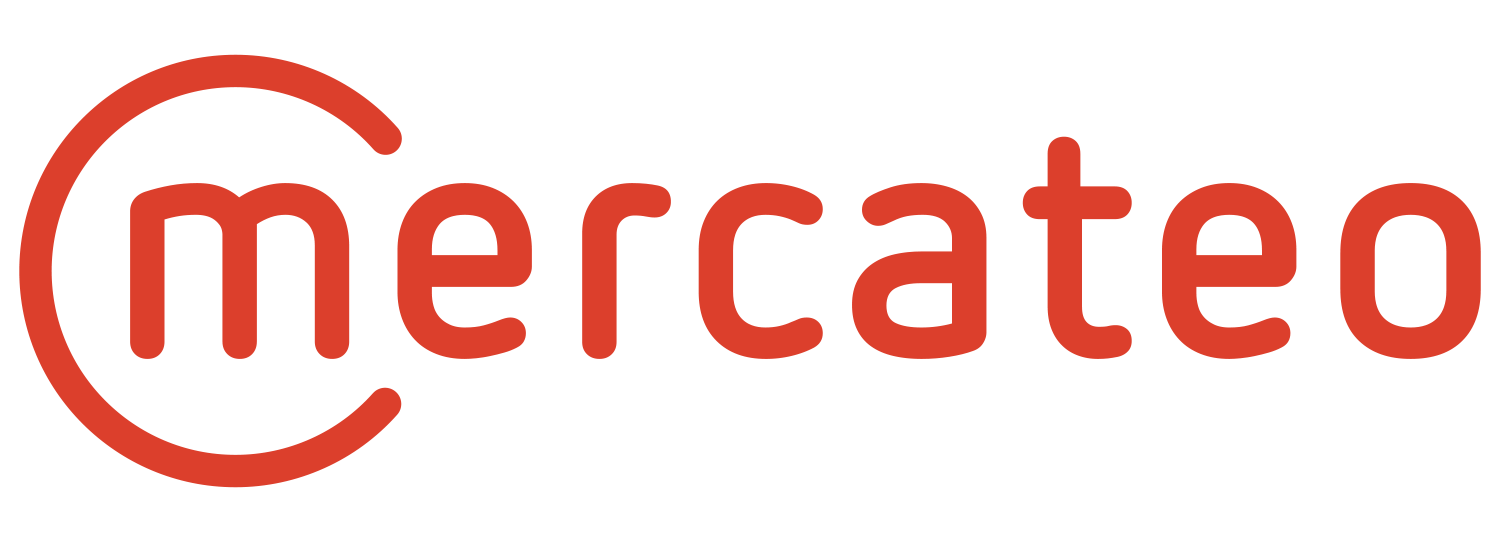
Ehemaliges Logo

Anfang 2020 verlegte die Mercateo Beteiligungsholding AG ihren Hauptsitz von München nach Leipzig.
2024 firmierte die bisherige Mercateo Deutschland AG (von lateinisch mercator)  in Unite Procurement Deutschland AG um.